# Milot (Haiti)
Milot, in creolo haitiano Milo, è un comune di Haiti facente parte dell'arrondissement di Acul-du-Nord nel dipartimento del Nord.